# 디트로이트 (영화)
《디트로이트》(영어: Detroit)는 2017년 개봉한 캐스린 비글로의 시대극 범죄 드라마 영화이다. 1967년 발생한 디트로이트 소요 사태를 다루고 있어 제작 당시 "디트로이트 프로젝트"로 불렸다. 존 보이에가, 잭 레이너, 윌 폴터, 벤 오툴, 해나 머리, 앤서니 매키, 제이컵 래티모어, 존 크러진스키 등이 출연했다.
2017년 7월 25일 디트로이트 폭스 시어터에서 전 세계 최초로 상영되었으며, 7월 28일 미국에서 제한 상영을 시작한 후 8월 4일 와이드 릴리스되었다.

## 줄거리
1967년 7월 23일, 디트로이트 경찰국은 베트남 전쟁에서 돌아온 일부 아프리카계 미국인 참전용사들의 축하연 중이던 무허가 클럽을 급습한다. 용의자들이 체포되는 동안, 폭도들이 형성되어 경찰관들에게 돌을 던지기 시작하고 인근 상점을 약탈하며 방화를 저지르면서 12번가 폭동이 시작된다. 지역 당국, 선출된 대표자들, 비상 서비스들이 질서를 유지하지 못하자, 조지 W. 롬니 주지사는 주 방위군을 승인하고 린든 B. 존슨 대통령은 육군 낙하산병의 디트로이트 진입을 승인하여 지원을 제공한다. 폭동 이틀째, 크라우스와 플린 경관은 도주하는 약탈자를 추격하고, 크라우스는 명령에 불복하고 산탄총으로 남자를 살해하지만, 상사들이 살인 혐의를 제기할지 논의하는 동안 계속 근무하도록 허용된다.
흑인 R&B 보컬 그룹 더 드라마틱스가 모타운과의 음반 계약으로 이어지기를 희망하는 공연을 위해 무대에 오르기 직전, 경찰은 외부 폭동으로 인해 공연장을 폐쇄한다. 그룹이 탄 버스는 폭도들의 공격을 받고, 이어진 혼란 속에서 그들은 흩어진다. 리드 싱어인 래리와 그의 친구 프레드는 길거리를 피하기 위해 근처 알제스 모텔—별채 건물—에 방을 빌린다. 그들은 줄리와 캐런이라는 두 명의 젊은 백인 여성들을 만나고, 그들은 칼, 리, 오브리, 마이클을 소개한다. 칼과 리는 스타팅 피스톨을 이용한 장난을 치는데, 이는 줄리와 캐런을 화나게 하고, 그들은 베트남 전쟁 참전용사인 그린의 방으로 간다. 한편 래리와 프레드는 자신들의 방으로 돌아간다.
민간 경비원인 멜빈 디스뮤크스는 알제스 근처의 식료품점에서 폭도들로부터 가게를 보호하고 있다. 일부 경비대원들이 밖에 차를 세우자, 칼은 그들을 겁주기 위해 공포탄 몇 발을 병사들에게 발사하기로 결정한다. 그 총성은 저격수 공격으로 오인되고, 주 방위군과 주 및 지역 경찰은 알제스 별채로 진입하여 조사한다. 크라우스는 건물에 들어서자마자 도주하는 칼을 총으로 쏴 죽이고 시체 옆에 칼을 놓는다.
특수부대는 별채에서 찾은 모든 사람들을 벽에 세우고 누가 저격수였는지 알려달라고 요구한다. 무기는 발견되지 않지만, 크라우스는 용의자들을 심문하는 동안 그들을 공포에 떨게 하고 구타하기 시작한다. 디스뮤크스가 도착하고, 그는 자신이 보는 것을 좋아하지 않지만, 크라우스에게 공개적으로 이의를 제기하지 않는다. 상황이 통제 불능으로 치닫자, 대부분의 주 경찰과 주 방위대원들은 연루되는 것을 피하기 위해 떠나지만, 아무도 개입하거나 학대를 보고하지 않는다.
크라우스는 차례로 몇몇 용의자들을 다른 방으로 옮기고 모의 처형을 시켜 다른 사람들을 공포에 떨게 하여 자백하게 만든다. 줄리와 캐런은 캐런이 비명을 지르기 시작하자 위층 방으로 끌려가고, 줄리의 옷은 찢겨진다. 역겨움을 느낀 남은 경비대원 중 한 명이 그들을 구금에서 풀어준다. 처형이 위장된 것이었음을 이해하지 못한 데멘스 경관은 실제로 오브리를 살해하고, 걱정하는 크라우스는 남은 용의자들에게 침묵을 맹세하면 풀어주겠다고 제안한다. 그린과 래리는 동의하고 풀려나지만, 프레드는 거부하고 살해된다.
폭동이 진정되면서, 디스뮤크스는 경찰서로 끌려가는데, 그곳에서 자신이 사망 사건 수사의 용의자라는 사실에 충격을 받는다. 크라우스, 플린, 데멘스 또한 데멘스와 플린이 타협적인 진술을 하면서 연루된다.
2년 후, 재판에서 사건 생존자들의 증언은 변호사에 의해 철저히 조사된다. 판사가 경찰관들의 진술이 미란다 원칙에 대해 제대로 고지받지 못했기 때문에 증거로 채택할 수 없다고 판단하자, 검찰의 주장은 무너진다. 전원 백인 배심원단은 피고인들에게 무죄를 선고한다.
래리는 자신이 겪은 트라우마 때문에 가수 경력을 재고하게 되고, 자신 없이 성공하는 옛 밴드 동료들을 지켜본다. 궁핍하게 살다가, 그는 결국 작은 교회에서 합창단 감독으로 일하게 된다.
마지막 자막은 디스뮤크스가 이후 살해 위협을 피하기 위해 교외로 이사했고 경비원으로 다시 일했으며, 경찰관들은 현역으로 복귀하지 않았고, 일부 희생자 가족들은 민사 소송에서 제한적인 성공을 거두었다고 밝힌다.

## 출연
- 존 보이에가
- 윌 폴터
- 앨지 스미스
- 제이컵 래티모어
- 제이슨 미첼
- 해나 머리
- 케이틀린 디버
- 잭 레이너
- 벤 오툴
- 네이선 데이비스
- 맬컴 데이비드 켈리
- 조지프 데이비드존스
- 래즈 얼론조
- 리언 토머스 3세
- 벵가 아키나베
- 크리스 초크
- 제러미 스트롱
- 미겔
- 존 크러진스키
- 앤서니 매키
- 타일러 제임스 윌리엄스
- 서미라 와일리
- 크리스 코이
- 프랭크 우드
- 제니퍼 일리

## 기타 제작진
- 공동 제작: 질리언 롱네커
- 협력 제작: 에이프릴 A. 제이노
- 배역: 빅토리아 토머스
- 미술: 제러미 힌들
- 세트: 캐시 루커스
- 의상: 프랜신 제이미슨탠척
- 음향 감독: 폴 N.J. 오토슨
- 시각 효과: 랜디 구